# 赤湯ラーメン

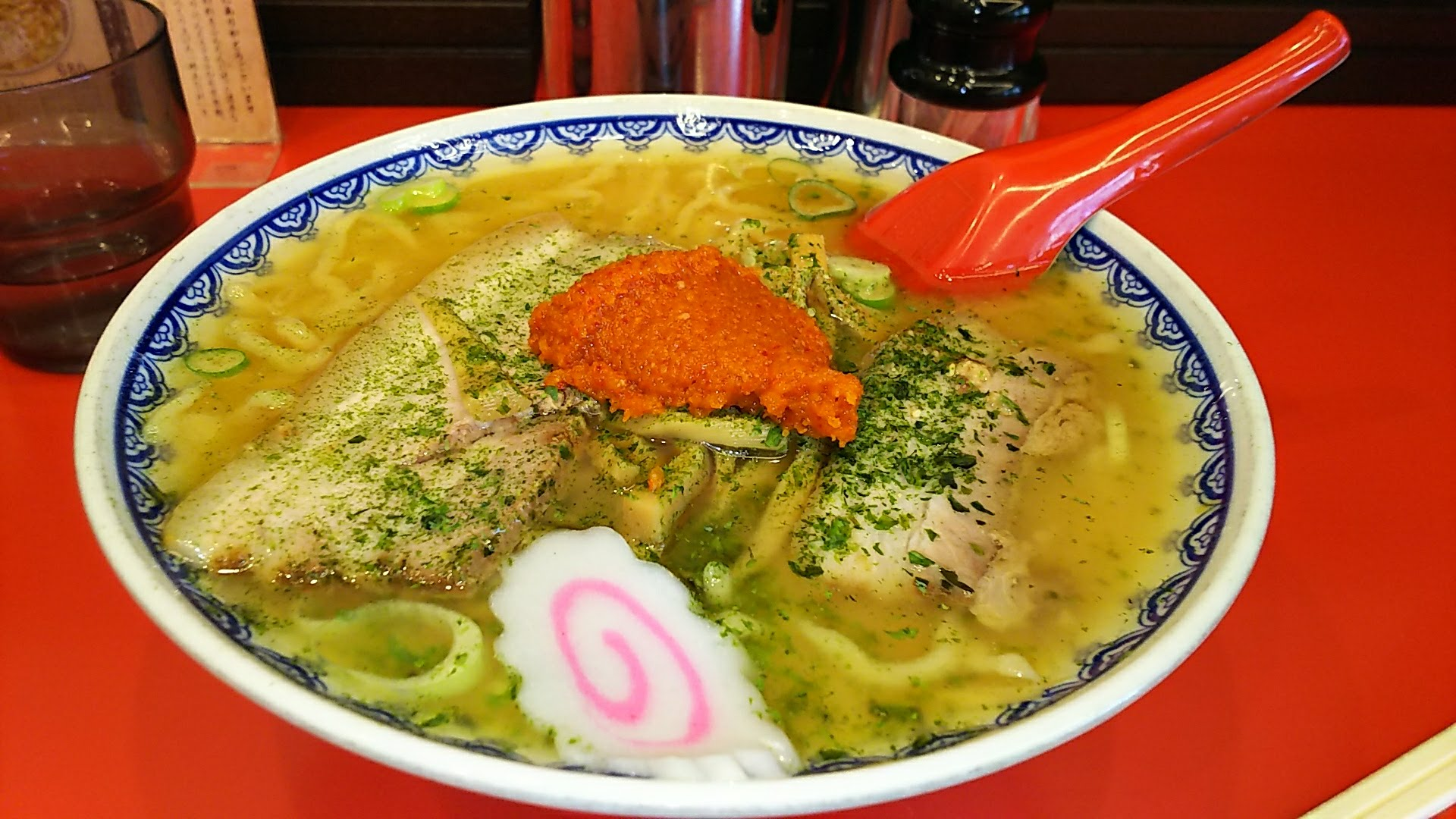
赤湯辛味噌ラーメン（龍上海本店）

赤湯ラーメン（あかゆラーメン）は、山形県南陽市（旧赤湯町）で供されているご当地ラーメン。山形ラーメンは醤油ベースのスープのラーメンが多いが、赤湯ラーメンは味噌ラーメンに辛味噌がトッピングされていることが特徴である。「赤湯ラーメン」「赤湯からみそラーメン」「赤湯辛味噌ラーメン」は考案した店である龍上海の登録商標でもある。
なお、龍上海では「赤湯ラーメン」として醤油ラーメンを提供している（2024年時点）。

## 歴史

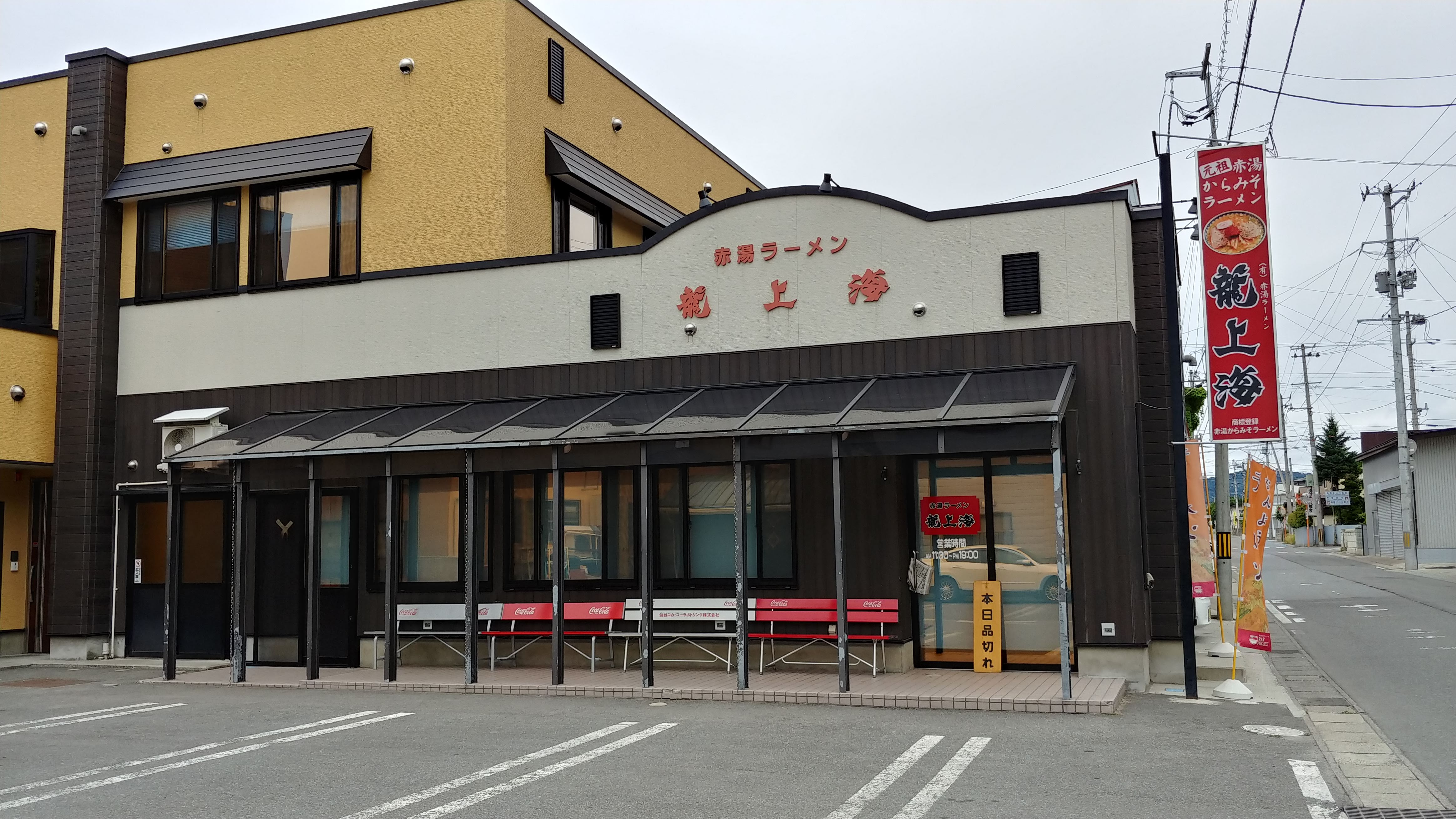
龍上海　本店（山形県南陽市赤湯）

1958年に龍上海は創業したが、創業当時はそれほど繁盛しているとは言えず、スープが売れ残ることもたびたびあった。売れ残ったスープは初代店主が自宅へ持ち帰り、味噌を入れて味噌汁にして家族で飲んでいた。その味噌汁に息子（後の二代目店主）が麺を入れ、これを美味いと父に勧めたことから開発が始まり、試行錯誤の末に、赤湯特産の唐辛子、山形の赤味噌などをニンニクや香辛料などとブレンドした辛味噌をスープに混ぜずにトッピングするスタイルが1960年に完成した。
一般的に味噌ラーメンの元祖とされているのは、1961年に札幌市の味の三平で発売された味噌ラーメンであるが、上述のように龍上海も同時期に味噌ラーメンの販売を開始している。ラーメン評論家の大崎裕史は、当時は情報の流通も活発ではなかったので、どちらかが真似をしたということもなく、自然発生的に誕生したのではないかと推測している。
龍上海は地元で長らく人気店として営業が続いており、激辛ブームを先取りしていたとも言える。2005年には、新横浜ラーメン博物館へ龍上海が出店を果たしている。2008年には明星食品製造のカップ麺「龍上海 山形赤湯から味噌ラーメン」がセブン-イレブンで販売され、ラーメン博物館出店と共に龍上海の名が全国に知られるきっかけとなった。
2017年に南陽市の白岩孝夫市長の主導による「ラーメン課R&Rプロジェクト」で作成した小冊子『なんようしのラーメン』にも赤湯ラーメン、龍上海が取り上げられている。

## 主な食材
龍上海で提供する赤湯からみそラーメンに使用されている食材は以下の通り。
スープ
煮干し、豚骨、鶏がら、タマネギ、ニンジン
具材
チャーシュー、ナルト、メンマ、青のり
辛味噌
山形の赤味噌に唐辛子、ニンニクなどを加えたもの
麺
多加水麺

## 食べ方
トッピングされている辛味噌が最大の特徴であるが、辛味噌を一度に全部溶かして食べるとかなり辛くなる。そのため、少しずつ溶かして自分の好みの辛さで食べることが推奨されている。
トッピングの辛味噌は別売りされていることもあるので、より辛い味が好みならば、辛味噌ラーメンに更に辛味噌を追加トッピングすることもできる。また、味噌ラーメンではない醤油ベースのラーメンに辛味噌をトッピングすることもできる。